# Патагонска мара
Патагонска мара (Dolichotis patagonum) е едър южноамерикански гризач от род Мари Видът е разпространен в патагонската част на Аржентина. Поради визуалната прилика със зайците често е наричан и с името Патагонски заек.

## Разпространение и подвидове
Видът се среща единствено в Аржентина. Разпространен е в ареал заключен на север от 28 паралел на юг до 50 паралел. Представен е от два подвида:
- Dolichotis patagonum centricola. Северен подвид разпространен в провинциите Катамарка, Ла Риоха, северозападната част на Кордоба и югозападната на Сантяго дел Естеро.
- Dolichotis patagonum patagonum. Същински патагонски подвид населяващ територии южно от предния подвид до провинция Санта Крус.

## Местообитание
Видът предпочита равнинни местности, но се среща и в местности обрасли с храсталаци и дори гори. В северните ареали обитава и територии с рядка полупустинна растителност.

## Морфологичи особености
Патагонската мара на външен вид много прилича на заек. Имат сравнително дълги уши и крайници. Задните крайници са по-дълги и замускулени от предните. Предните крайници са въоръжени с четири пръста, а задните с по три. Опашката е къса и слабо окосмена. Космената покривка по гърба и горната част на тялото е сива, отдолу е бяла, а в страни е оранжева. Дължината на главата с тялото е 69 – 75 cm, на опашката 4 –5 cm. Теглото на тялото е 8 – 16 kg. За разлика от останалите гризачи околоаналните жлези имат извод навън в областта на ануса.

## Поведение
Патагонските мари предпочитат местности с песъчлива почва и ниска храстовидна растителност. Добре са пригодени за бягане в откритите равнини и степи. Имат уникална социална организация представена от моногамни двойки живеещи в колония.

## Хранене
Представителите на вида са растителноядни като се хранят предимно със зелената част на растенията и плодове. Марите са предимно дневни животни и прекарват около 46% от ежедневната си дейност заети в хранене.

## Неприятели
Мъжките отделят повече време в патрулиране на територията от хищници. Основните неприятели са котки, лисици и хищни птици. Най-уязвими са малките. Гризачите са и чест гостоприемник на нематоди от вида Wellcomia dolichotis.

## Размножаване
В южна Аржентина марите се размножават от август до януари. Бременността продължава около 100 дни. Обикновено ражданията в Патагония настъпват през месеците септември и октомври веднага след зимните дъждове и летния сух сезон. Обикновено раждат един път годишно.

## Природозащитен статус
Видът е обект на лов заради кожата и месото. Обработката на земята за селскостопански цели също е предпоставка за ограничаване на земите населени с мари. Конкуренцията за пасища с овцете и интродуцираните от Европа зайци е също предпоставка за намаляване на числеността на вида.